# Bianca Tchoubar
Bianca Ilyinichna Tchoubar (ukrainisch Б'янка Чубар; * 22. Oktober 1910 in Charkiw; † 24. April 1990 in Paris) war eine ukrainischstämmige französische Chemikerin (theoretische Organische Chemie).

## Leben
Bianca Tchoubar verließ 1920 mit ihrer Familie, die einer den orthodoxen Juden nicht genehmen babylonischen jüdischen Sekte angehörte, die Ukraine und ging über Istanbul und Budapest nach Paris. Bianca Tchoubar wandte sich in Paris zunächst dem orthodoxen Judentum zu und war später Agnostikerin. Sie besuchte ab 1924 die russische Schule in Paris, wo eine frühere Schülerin von Marie Curie ihre Chemielehrerin war (Mademoiselle Chamier) und an der sie 1928 ihren Abschluss erhielt, studierte dann an der Sorbonne, erhielt 1931 ihr Lizenziat in Naturwissenschaften und 1932 das Diplom für höhere Studien unter Paul Freundler. Angeworben durch den Pharmakologieprofessor an der medizinischen Fakultät  Marc Tiffeneau (er war aber auch ein international bekannter organischer Chemiker) begann sie für das damals neu geschaffene CNRS (gegründet 1939) bzw. schon dessen Vorläufer (Caisse national de science) zu forschen, wurde dort 1937 Stagiaire de Recherche und 1945 Attachée de Recherche. Tiffeneau starb 1945 und Tchoubar war dann am Labor von Jeanne Lévy (1897–1993) am Institut Alfred Fournier der medizinischen Fakultät. Jeanne Lévy war eine Schülerin von Tiffeneau, war als Jüdin während der Besatzung untergetaucht und in der Résistance und wurde Kommunistin. Nach dem Ende der Besatzung genoss Jeann Lévy die Protektion der kommunistischen Gesundheitsbehörde, die ihr die Leitung eines gut ausgestatteten Labors für Medikamente gegen Geschlechtskrankheiten am Institut Alfred  Fournier übertrug, das auch zwei Forschungsabteilungen hatte. Die Forschungsabteilung für Chemie leitete unter Lévy wie unter ihrem Vorgänger Tiffeneau Bianca Tchoubar. Während der Kriegsjahre hatte die Arbeit etwas geruht, es gab aber lebhafte Diskussionen innerhalb einer 1939 auf Initiative von Ernest Kahane gegründeten Gruppe junger Chemiker in Paris, an der außer Lévy und Tchoubar unter anderem Maurice-Marie Janot, später Ko-Direktor des Instituts für Naturstoffe des CNRS in Gif-sur-Yvette, Fernand Gallais (später Leiter der Abteilungen Chemie und Medizin beim CNRS) und Paul Rumpf (1908–1999), ein Pionier der organischen physikalischen Chemie in Frankreich, teilnahmen. 1946 wurde Tchoubar an der Sorbonne bei Edmond Bauer promoviert (Dissertation: Contribution à l'étude des extensions de cycles. Désamination nitreuse des aminométhyl-1 cyclanols-1). 1955 wurde sie Maître de Recherche beim CNRS und 1961 Directrice de Recherche. Ebenfalls 1961 wurde vom CNRS eine Gruppe für Chemie von Naturstoffen in Gif-sur-Yvette gegründet, wo auch eine Reihe ihrer Schüler wie Felkin hingingen und wo sie auch in deren gut ausgestattetem Labor forschen konnte. 1968 wurde sie Leiterin der neu geschaffenen Gruppe 12 (GR12, mécanismes et réactivité en chimie organique) des CNRS in Thiais. Sie leitete das Labor entgegen den damals üblichen Gepflogenheiten kollegial und war in erster Linie an den wissenschaftlichen Zielen interessiert und weigerte sich, administrativ tätig zu sein. 1978 ging sie offiziell in den Ruhestand, blieb aber wissenschaftlich aktiv.
Sie befasste sich theoretisch mit organischen Reaktionsmechanismen, worüber sie ein in Frankreich verbreitetes Lehrbuch schrieb, das zuerst 1960 erschien und in sechs Sprachen übersetzt wurde. Es war in Frankreich als kleiner Tchoubar bekannt. In den 1940er und 1950er Jahren gehörte sie zu den Pionieren der modernen Elektronentheorie organischer Moleküle und Reaktionen, wie sie im angloamerikanischen Bereich insbesondere Linus Pauling und Christopher Kelk Ingold vertraten, deren Bücher in Frankreich Ende der 1940er Jahre erschienen. Zu ihrer Gruppe gehörten auch seit den 1940er Jahren Hugh Felkin und Irène Elphinoff-Felkin, die ebenfalls aus Russland emigrierte. Später befasste sie sich mit metallorganischen Verbindungen, speziell solchen mit Übergangsmetallen, einem für sie neuen Gebiet, das sie enthusiastisch anging, sowie mit dem Einfluss von Lösungen auf das Reaktionsverhalten.
Tchoubar arbeitete mit dem Institut für Organische Chemie der Ukrainischen Akademie der Wissenschaften zusammen und mit der Gruppe von Alexander Schilow in Moskau und war in den 1950er Jahren (das letzte bekannte Treffen an ihrem Institut war 1959) insgeheim Zentrum einer kommunistischen Gruppe von Chemikern in Paris. Die Geheimhaltung ihrer Mitgliedschaft war nötig, da sie als geduldete Staatenlose mit Nansen-Pass von Ausweisung bedroht war. 1954 besuchte auch Akademiemitglied Alexander Nesmejanow ihre Gruppe in Paris und sie hatte danach enge Kontakte zu ihm und seiner Gruppe in Moskau.
Sie liegt auf dem Friedhof Cimetière de Sainte-Geneviève-des-Bois begraben.

## Schriften
- Reaction Mechanisms in Organic Chemistry, London: Iliffe Books, New York: American Elsevier 1966
  - Zuerst als Les mécanismes réactionnels en chimie organique, Paris: Dunod 1960. Eine russische Übersetzung erschien schon 1963 in Moskau.
- mit André Loupy: Les Effets de sels en chimie organique et organométallique, Paris: Dunod 1988
  - Englische Ausgabe: Salt effects in organic and organometallic chemistry, VCH, Weinheim 1990, russische Übersetzung Moskau 1991